# Jordi Sargatal
Jordi Sargatal Prat (nacido en Gerona en 1981) es un entrenador español de baloncesto. Actualmente es entrenador del Bàsquet Girona de la Liga LEB Oro.

## Trayectoria
Natural de Gerona, es un entrenador de baloncesto formado en la estructura del Club Bàsquet Sant Josep Girona, donde trabajaría con las categorías inferiores. 
En la temporada 2008-2009, se convierte en entrenador asistente del Club Bàsquet Sant Josep Girona en Liga LEB Bronce, a las órdenes de Borja Comenge.
En las siguientes temporadas, desde 2009 a 2011, sería asistente de Ricard Casas y de Žan Tabak en el Club Bàsquet Sant Josep Girona, ambas temporadas en Liga LEB Oro.
En mayo de 2014, tras la fundación del Bàsquet Girona, Sargatal formaría parte de la estructura deportiva del club gerundense, dirigiendo a diferentes equipos de la base como el júnior de segundo año. 
Tras el ascenso a la Liga LEB Oro al término de la temporada 2019-20, se convierte en entrenador asistente de Carles Marco.
En noviembre de 2021, tras la destitución de Carles Marco, se hace cargo del equipo de manera provisional.
El 30 de noviembre de 2021, firma como entrenador del Bàsquet Girona de la Liga LEB Oro hasta el final de la temporada.